# Kazalište u 1961.
◄◄ | ◄ | 1958. | 1959. | 1960. | 1961.  | 1962. | 1963. | 1964. | ► | ►►
Arhitektura • Astronautika • Astronomija • Biologija • Film • Fotografija • Glazba • Kazalište • Kemija • Kiparstvo • Knjige • Književnost • Kršćanstvo • Meteorologija • Medicina • Planinarstvo • Politika • Pravo • Promet • Slikarstvo • Strip • Šport • Televizija • Znanost • Zrakoplovstvo • Željeznički promet
Kazalište u 1961.

## Hrvatska i u Hrvata

### Rođenja
- 29. lipnja – Jasna Odorčić, hrvatska televizijska i kazališna glumica
- 6. rujna – Višnja Babić, hrvatska kazališna, televizijska i filmska glumica

## Vanjske poveznice
|  | Zajednički poslužitelj ima još gradiva o temi Kazalište u 1961. |